# Суходолов, Николай Макарович
Николай Макарович Суходолов (5 мая 1920, Нагутское — 27 ноября 2011, Киев) — русский и украинский советский скульптор, Заслуженный деятель искусств УССР (1968), член Союза художников СССР, член Национального союза художников Украины.

## Биография
Родился 5 мая 1920 года в селе Нагутское (ныне в Минераловодском районе Ставропольского края).
В 1945—1951 годах учился в Киевском художественном институте, ученик Льва Муравина и Михаила Лысенко.
Умер 27 ноября 2011 года в Киеве.

## Творчество
Автор памятников:
- Н. Щорсу в г. Киеве (в соавт. 1954);
- В. И. Ленину в Запорожье (в соавт. 1964);
- В. И. Ленину в г. Овруче Житомирской области (1972);
- В. И. Ленину в г. Новомосковске Днепропетровской области (1975);
- В. И. Ленину в г. Попасная Луганской области (1979);
- В. И. Ленину в г. Феодосия;
- А. С. Пушкину в г. Элиста, Калмыкия (Россия) (1960);
- П. Чайковскому в г. Тростянец Сумской области и др;
- Скульптурных композиций «Бандуристка» (1960, дерево);
- скульптурных портретов — Н. Гоголя (1958), поэта П. Беспощадного (1958—1959), писателя Н. Тихонова (1961), поэта Г. Бойко (1981) и др.

## Награды
- Заслуженный деятель искусств УССР (1968);
- Грамота Президиума Верховного Совета УССР (1970);
- медали.